# Безингам
Безингам (фр. Bezinghem) насеље је и општина у североисточној Француској у региону Север-Па д Кале, у департману Па де Кале која припада префектури Montreuil.
По подацима из 2011. године у општини је живело 373 становника, а густина насељености је износила 28,37 становника/km². Општина се простире на површини од 13,15 km². Налази се на средњој надморској висини од 73 метара (максималној 176 m, а минималној 50 m).

## Демографија
| 1962. | 1968. | 1975. | 1982. | 1990. | 1999. | 2011. |
| ----- | ----- | ----- | ----- | ----- | ----- | ----- |
| 262   | 284   | 274   | 273   | 271   | 294   | 373   |

График промене броја становника у току последњих година